# 斯特拉斯堡大学宫

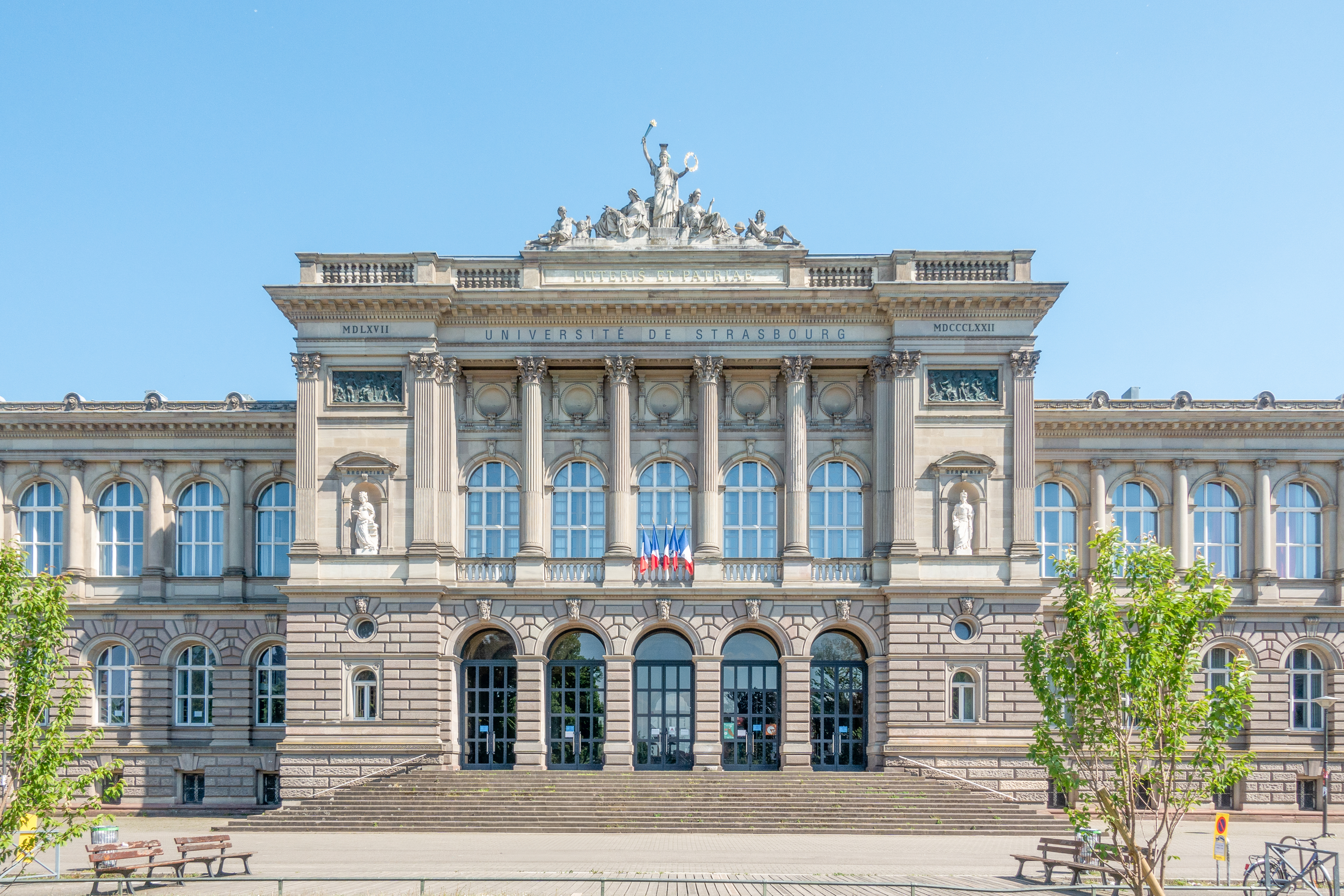
大学宫

大学宫（Palais universitaire）位于法国斯特拉斯堡，是一座新文艺复兴风格建筑。

## 历史
建于1879年到1884年，阿尔萨斯并入德意志帝国不久，以取代1567年成立的老大学。建筑师奥托·沃斯，1884年威廉一世为其揭幕。
大学宫目前设有斯特拉斯堡大学的历史系、艺术史系、新教神学系和天主教神学系，以及斯特拉斯堡大学出版社。
1990年，大学宫被列为法国历史古迹。 
其立面模仿了意大利维罗纳的庞贝宫（1530年）。六个角亭有36尊19世纪以前科学家和学者雕像。除了加尔文，这些人大部分来自日耳曼世界。
在礼堂，竖立高2.15米的拉美西斯二世像。

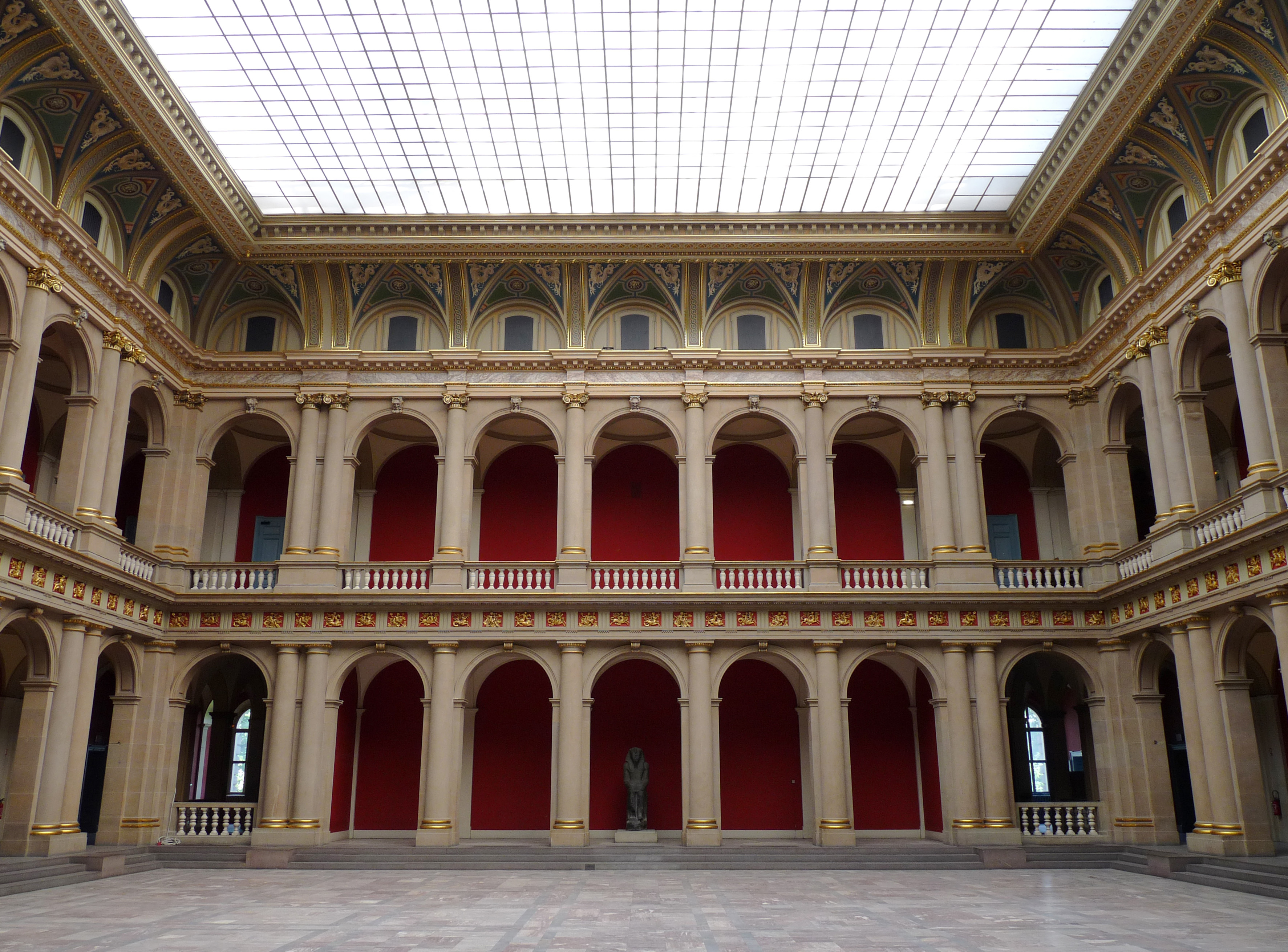
礼堂
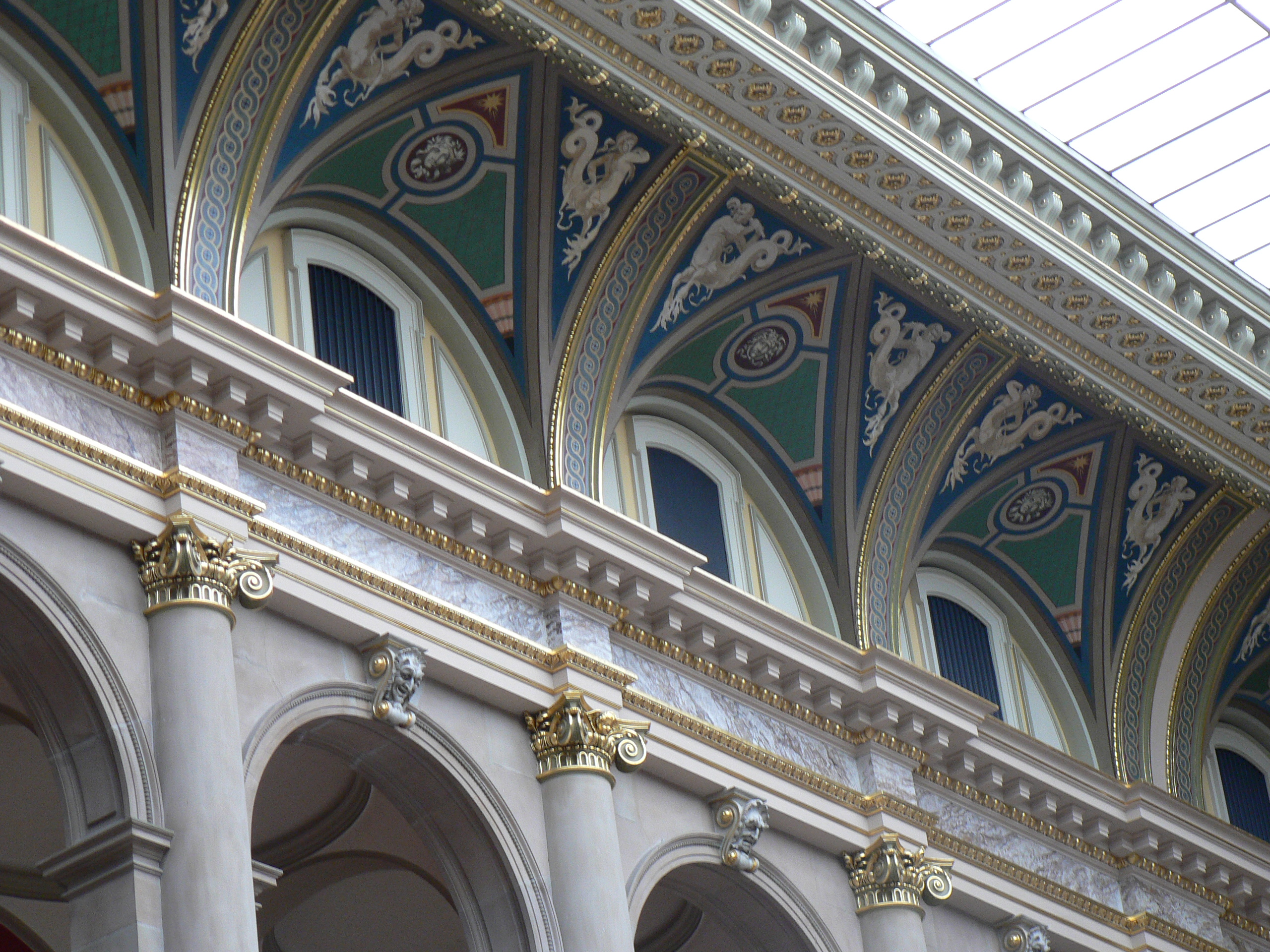
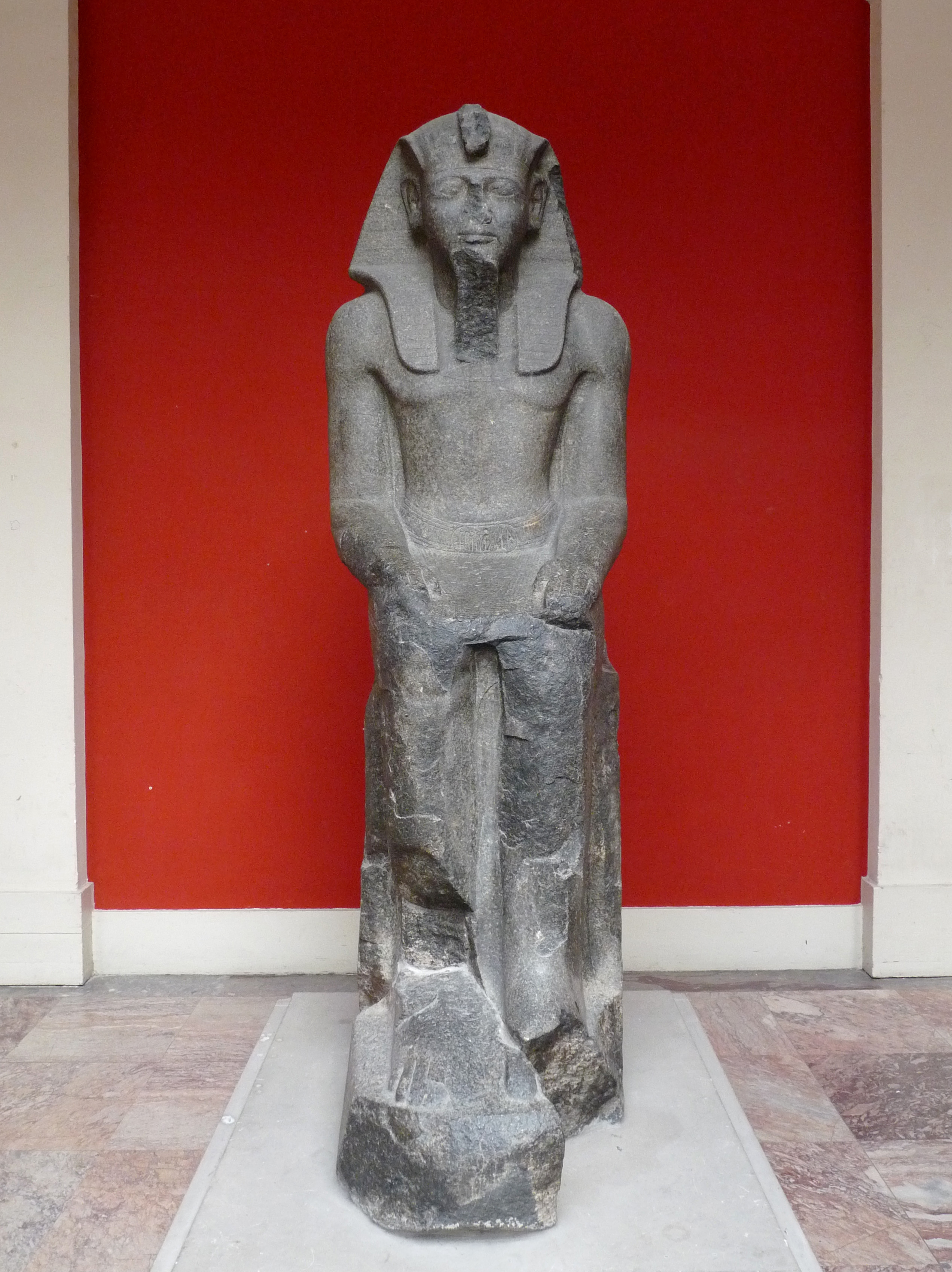
拉美西斯二世像